# Gobichelifer chelanops
Gobichelifer chelanops är en spindeldjursart som först beskrevs av Vladimir V. Redikorzev 1922.  Gobichelifer chelanops ingår i släktet Gobichelifer och familjen tvåögonklokrypare. Inga underarter finns listade i Catalogue of Life.